# Benzo(j)fluoranteen
Benzo[j]fluoranteen is een polycyclische aromatische koolwaterstof met als brutoformule C20H12. De stof komt voor als gele tot oranje kristallen, die onoplosbaar zijn in water. Benzo(j)fluoranteen is door het IARC ingedeeld in klasse 2B, wat betekent dat de stof mogelijk kankerverwekkend is voor de mens.